# Anna Schwabacher-Bleichröder
Anna Schwabacher-Bleichröder (Berlín), fou una compositora i escriptora dramàtica alemanya de finals de segle xix i primer terç del segle xx.
Acabats els estudis musicals en el Conservatori Mozart, va viure quasi sempre a Berlín, fent alguns viatges d'estudis, sobretot a Weimar. Se li deuen:
- Scahatzhauser i. grün. Tannenwald, òpera (1918);
- D. zerbrochene Krug, òpera còmica (1921);
- Hans Sonnenherz, òpera (1924), i diversos drames folklòrics i llibrets d'òpera.